# Roger Jansson

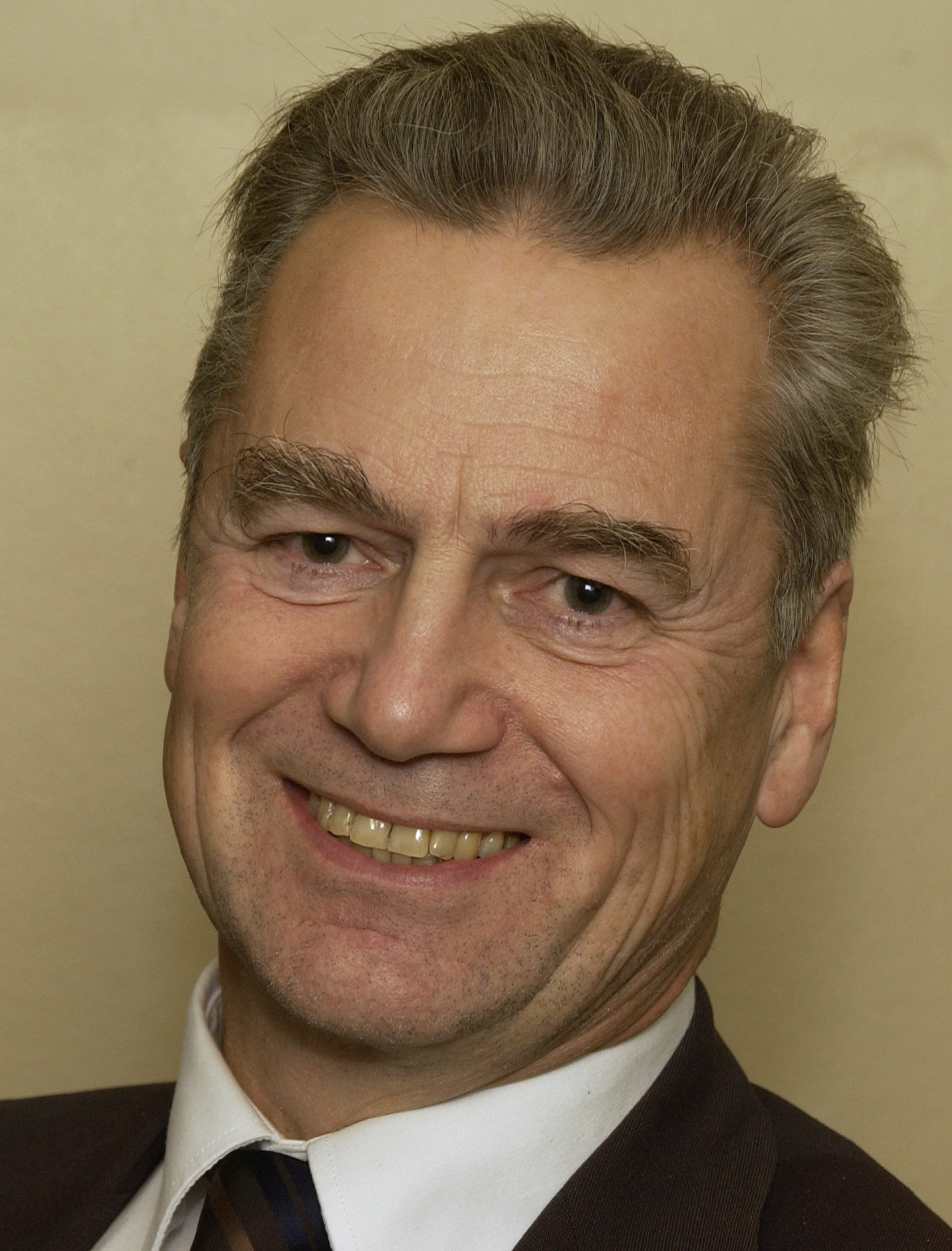
Roger Jansson

Roger Karl Helge Jansson (* 9. August 1943 in Kimito) ist ein finnischer Politiker der Freisinnigen Zusammenarbeit (FS) beziehungsweise zuletzt der daraus hervorgegangenen Moderaten Sammlung für Åland, der unter anderem zwischen 1994 und 1995 Präsident der Lagting, des Parlaments von Åland, sowie von 1995 bis 1999 Lantråd von Åland war. Er war ferner zwischen 2003 und 2007 Mitglied des Finnischen Parlaments.

## Leben
Roger Jansson begann nach dem Besuch der Handelsschule in Porvoo 1964 ein Studium der Wirtschaftswissenschaften an der Åbo Akademi, welches er 1968 als „Diplomekonom“ beendete. Er war danach als Unternehmer tätig sowie zwischen 1976 und 1985 Chief Executive Officer (CEO) des Touristenverbandes von Åland (Ålands turistförening) und ist seit CEO seines eigenen Unternehmens Ålpress. Er begann sein politisches Engagement für die Freisinnige Zusammenarbeit FS (Frisinnad Samverkan) in der Kommunalpolitik und war zwischen 1971 und 1975 sowie erneut seit 1979 Mitglied sowie von 1988 bis 1993 Vorsitzender des Stadtrates seiner Heimatstadt Mariehamn. Während dieser Zeit wurde für die FS bei der Parlamentswahl 1979 erstmals zum Mitglied der Lagting, des Parlaments von Åland, gewählt und gehörte dieser nach seinen Wiederwahlen 1983, 1987, 1991, 1995 und 1999 vom 1. November 1979 bis zum 26. März 2003 an. Zu Beginn seiner Parlamentszugehörigkeit war er zwischen dem 1. November 1979 und dem 31. Oktober 1983 zunächst stellvertretender Vorsitzender und daraufhin vom 1. November 1983 bis zum 31. Oktober 1987 Vorsitzender des Finanzausschusses (Finansutskottet). Zugleich fungierte er zwischen dem 1. November 1982 und dem 31. Oktober 1983 Zweiter Vizepräsident der Lagting sowie zeitgleich als Mitglied der Kanzleikommission (Kanslikommissionen). Als Vorsitzender des Finanzausschusses gehörte er zwischen dem 1. November 1983 und dem 31. Oktober 1987 der Vorsitzendenkonferenz (Talmanskonferensen) als Mitglied an. Nachdem er vom 1. November 1987 bis zum 31. Oktober 1991 stellvertretender Vorsitzender des Hauptausschusses (Stora utskottet) war, fungierte er zwischen dem 1. November 1991 und dem 23. März 1994 abermals als Zweiter Vizepräsident der Lagting. In dieser Zeit war er vom 1. November 1991 und dem 31. Oktober 1995 erneut Mitglied der Vorsitzendenkonferenz, Mitglied der Kanzleikommission sowie Mitglied des Ausschusses für Selbstverwaltungspolitik (Självstyrelsepolitiska nämnden). Darüber hinaus war er zwischen dem 1. November 1991 und dem 6. April 1994 Mitglied des Hauptausschusses sowie vom 1. November 1991 bis zum 31. Oktober 1992 Mitglied der åländischen Delegation im Nordischen Rat.
Am 23. März 1994 wurde Jansson als Nachfolger von Olof Jansson Parlamentspräsident (Talman Ålands Lagting) und behielt diese Funktion bis zum 22. November 1995, woraufhin Ragnar Erlandsson ihn ablöste. Er selbst wurde daraufhin am 23. November 1995 als Nachfolger von Ragnar Erlandsson Lantråd. Er bildete daraufhin das Kabinett Jansson, welches bis zum 2. Dezember 1999 im Amt blieb und daraufhin vom Kabinett Nordlund I abgelöst wurde. Im Kabinett Nordland I bekleidete er zwischen dem 2. Dezember 1999 und dem 28. März 2001 das Amt des Industrieministers. Nach seinem Ausscheiden aus der Regierung fungierte er zwischen dem 4. April 2001 und dem 26. März 2003 als stellvertretender Vorsitzender des Rechtsausschusses (Lagutskottet) und war zudem auch wieder Mitglied des Ausschusses für Selbstverwaltungspolitik.
Nach seinem Ausscheiden aus der Lagting wurde Jansson bei der Parlamentswahl in Finnland am 16. März 2003 für den Wahlkreis Åland als Nachfolger von Gunnar Jansson zum Mitglied des Finnischen Parlaments gewählt und gehörte diesem bis zur Parlamentswahl am 18. März 2007 an, bei der Elisabeth Nauclér zur neuen Abgeordneten für den Wahlkreis „Åland“ gewählt wurde. Während seiner Mitgliedschaft im Finnischen Parlament war er zwischen dem 2. April 2003 und dem 20. März 2007 Mitglied des Ausschusses für Verfassungsrecht sowie vom 7. September 2005 bis zum 5. September 2006 auch Mitglied des Ausschusses für Arbeitsleben und Gleichstellung.
Bei der Parlamentswahl 2007 wurde Roger Jansson für die Frisinnad Samverkan erneut zum Mitglied der Lagting gewählt und gehörte dieser nach seiner Wiederwahl 2011 vom 1. November 2007 bis zum 31. Oktober 2015 an. Er war zwischen dem 1. November 2007 und dem 31. Oktober 2015 wieder Mitglied der Kanzleikommission und Mitglied des Ausschusses für Selbstverwaltungspolitik sowie vom 1. November 2007 bis zum 31. Oktober 2011 Mitglied des Sozial- und Umweltausschusses (Social- och miljöutskottet). Zuletzt fungierte zwischen dem 1. November 2011 und dem 31. Oktober 2015 noch einmal als Zweiter Vizepräsident der Lagting und gehörte in dieser Zeit abermals der Vorsitzendenkonferenz als Mitglied an.